# Caloptilia xanthopharella
Caloptilia xanthopharella là một loài bướm đêm thuộc họ Gracillariidae. Nó được tìm thấy ở Queensland, New South Wales, Fiji, quần đảo Solomon và Vanuatu.
Ấu trùng ăn Glochidion species, bao gồm Glochidion ferdinandi. Chúng có thể ăn lá nơi chúng làm tổ.